# Mikkel Aagaard
Mikkel Aagaard (ur. 18 października 1995 w Frederikshavn) – duński hokeista, reprezentant kraju, olimpijczyk z Pekinu 2022.
Studiował rachunkowość na kanadyjskim University of Guelph.

## Kariera klubowa
Od 2009 grał w juniorskich drużynach klubu z rodzinnego miasta Frederikshavn White Hawks. W 2011 zadebiutował w seniorskich rezerwach klubu, a w sezonie 2013/2014 w pierwszej drużynie występującej w duńskiej Superlidze.
W 2014 przeniósł się do Kanady, gdzie był zawodnikiem klubów Niagara IceDogs i Sudbury Wolves w młodzieżowej Ontario Hockey League. W sezonie 2016/2017 grał w Stanach Zjednoczonych, w Stockton Heat (American Hockey League) i w Adirondack Thunder (East Coast Hockey League). W sezonie 2017/2018 również grał w obu tych ligach dla Springfield Thunderbirds (AHL) i Manchester Monarchs (ECHL). Kolejne dwa sezony spędził w drużynie University of Guelph w lidze uniwersyteckiej U Sports oraz zaliczył dwa mecze w Grizzlys Wolfsburg (Deutsche Eishockey Liga).
Od sezonu 2020/2021 jest hokeistą drużyny Modo Hockey, występującej w HockeyAllsvenskan (drugi poziom rozgrywek hokeja na lodzie w Szwecji).

## Kariera reprezentacyjna
W sezonie 2011/2012 zadebiutował w reprezentacji Danii do lat 18 na mistrzostwach świata do lat 18 2012.
W sezonie 2015/2016 zadebiutował w seniorskiej reprezentacji Danii. Dwukrotnie zagrał na mistrzostwach świata w 2016 i w 2017. W 2022 otrzymał powołanie do olimpijskiej reprezentacji Danii. Na igrzyskach w Pekinie w 2022 drużyna duńska zajęła 7. miejsce. Aagaard zagrał we wszystkich 5 spotkaniach, które rozegrali Duńczycy.